# Ronks
Ronks es un lugar designado por el censo ubicado en el condado de Lancaster en el estado estadounidense de Pensilvania. En el Censo de 2010 tenía una población de 362 habitantes y una densidad poblacional de 210,18 personas por km².

## Geografía
Ronks se encuentra ubicado en las coordenadas 40°1′42″N 76°10′34″O / 40.02833, -76.17611. Según la Oficina del Censo de los Estados Unidos, Ronks tiene una superficie total de 1.72 km², de la cual 1.72 km² corresponden a tierra firme y (0%) 0 km² es agua.

## Demografía
Según el censo de 2010, había 362 personas residiendo en Ronks. La densidad de población era de 210,18 hab./km². De los 362 habitantes, Ronks estaba compuesto por el 96.41% blancos, el 1.93% eran afroamericanos, el 0% eran amerindios, el 0% eran asiáticos, el 0% eran isleños del Pacífico, el 1.38% eran de otras razas y el 0.28% pertenecían a dos o más razas. Del total de la población el 3.04% eran hispanos o latinos de cualquier raza.